# 천문류초
천문류초(天文類秒)는 조선 세종 때에 이순지가 편술한 천문(天文) 설명서이다.

## 개요
‘抄(초)’는, 본래의 내용을 간추렸음을 의미하며, 순조 18년(1818년) 성주덕(成周悳)이 쓴《서운관지》에 의하면, 《천문류초》는 세종 때에 이순지가 임금의 명을 받아 왕의명의《보천가(步天歌)》를 취하고 여러 설을 판별하여 그 취지와 의미를 해석하였으며, 천지·풍운·우레의 설을 붙인 것이다. 《천문류초》는 조선 초기 천문학의 대표적인 저서로서, 중국 천문학과는 다른 체제와 서술방식으로써 조선 천문학의 자주적인 학문 체계를 세우고자 했음을 보여주는 것이다.
《천문류초》는 2권으로 되어 있으며, 1권은 3원 28수의 체계에 따라 각 별자리에 대한 설명, 해석 등을 자세히 서술하였고, 2권은 해와 달, 오행성, 혜성, 객성, 구름 등의 천문, 기상 현상에 대한 설명 및 해석을 서술하였다.
1권의 별자리 설명에는 《보천가》와 천상열차분야지도에서 모사한 별자리의 그림이 곁들여졌다.

## 같이 보기
- 성경 (천문서)
- 동아시아의 별자리